# 1977 у хокеї з шайбою
Нижче наведені хокейні події 1977 року у всьому світі.

## Головні події
На чемпіонаті світу у Відні золоті нагороди здобула збірна Чехословаччини (п'ятий титул). Склад чемпіонів: воротарі — Голечек, Дзурілла, Сакач; захисники — Махач, Поспішил, Бубла, Кайкл, Халупа, Дворжак, Каберле; нападники — Мартінець, Новий, Еберманн, Ї. Новак, Глінка, Голик, М. Штястний, П. Штястний, Поузар, Е. Новак, Лукач. Тренери — Гут, Старший.
У фіналі кубка Стенлі «Монреаль Канадієнс» переміг «Бостон Брюїнс».
У п'ятому сезоні Всесвітньої хокейної асоціації кубок АВКО здобув клуб «Квебек Нордікс».

## Національні чемпіони
- Австрія: «Клагенфурт»

- Болгарія: «Левскі-Спартак» (Софія)
- Данія: «Гернінг»
- Італія: «Больцано»
- Нідерланди: «Фенстра Флаєрс» (Геренвен)
- НДР: «Динамо» (Берлін)
- Норвегія: «Манглеруд Стар» (Осло)
- Польща: «Подгале» (Новий Тарг)
- Румунія: «Стяуа» (Бухарест)
- СРСР: ЦСКА (Москва)
- Угорщина: «Ференцварош» (Будапешт)
- Фінляндія: «Таппара» (Тампере)
- Франція: «Гап»
- ФРН: «Кельнер»
- Чехословаччина: СОНП (Кладно)
- Швейцарія: «Берн»
- Швеція: «Брюнес» (Євле)
- Югославія: «Акроні» (Єсеніце)

## Переможці міжнародних турнірів
- Кубок європейських чемпіонів: СОНП (Кладно, Чехословаччина)
- Турнір газети «Известия»: збірна Чехословаччини
- Турнір газети «Руде Право»: збірна СРСР
- Кубок Ахерна: АІК (Стокгольм, Швеція)
- Північний кубок: «Фер'єстад» (Карлстад, Швеція)
- Турнір газети «Советский спорт»: «Динамо» (Москва, СРСР)
- Кубок Шпенглера: СКА (Ленінград, СРСР)
- Кубок Татр: збірна Чехословаччини

## Засновані клуби
- «Лулео»
- «Сокіл» (Красноярськ)

## Народились
- 3 березня — Стефан Робідас, канадський хокеїст.